# Kurt Schaffenberger

Kurt Schaffenberger (15 de diciembre de 1920 – 24 de enero de 2002) fue un artista de historietas estadounidense conocido por su trabajo en Capitán Marvel y la Familia Marvel durante las edades de oro y bronce de las historietas, así como también su trabajo en el título Superman's Girl Friend, Lois Lane entre las décadas de 1950 y 1960, entre otros títulos.

## Biografía

### Primeros años
Schaffenberger nació en una granja ubicada en el bosque de Turingia, Alemania, donde de niño "...cuidaba gansos, pastoreaba cabras y sacaba patatas". Su familia emigró a Estados Unidos cuando él tenía 7 años. Se establecieron en Hartford, Connecticut, donde concurrió a educación estatal, graduándose primero en su clase en sus estudios secundarios, lo que le valió ganarse una beca que utilizó para estudiar en el Instituto Pratt, una universidad privada. Tras graduarse, en 1941 se unió al Estudio de Jack Binder en la ciudad de Englewood, New Jersey, donde trabajó en títulos importantes para la editorial Fawcett, principalmente los relacionados con la Familia Marvel. En ese entonces el trabajo de Schaffenberger también fue publicado por editoriales como Prize, Street & Smith y Pines.
Schaffenberger sirvió en las Fuerzas Armadas de los Estados Unidos durante la Segunda Guerra Mundial, incluido un tiempo en la Oficina de Servicios Estratégicos, terminando su paso por la milicia con el rango de Sargento mayor. Luego de terminada la guerra regresó al mundo de las historietas, reasumiendo su trabajo en los títulos de la familia Marvel y expandió su alcance a otras editoriales, incluyendo EC Comics, Gilberton, Premier Magazines, American Comics Group y Marvel Comics. En Gilberton, Schaffenberger realizó el arte interior para el número 119 de Classics Illustrated, Soldiers of Fortune (mayo de 1954).

### DC Comics
En 1957 Otto Binder reclutó a Schaffenberger a DC para trabajar en títulos relacionados con Superman. Quedó trabajando para DC Comics durante 30 años, destacándose especialmente en el desarrollo de  Lois Lane. Así, fue el principal artista del título Superman's Girl Friend, Lois Lane en su primer década. De hecho, la interpretación de Lois por Schaffenberger es citada por muchos como la versión "definitiva" del personaje, y a menudo el editor Mort Weisinger le pedía a Schaffenberger que dibujara su versión de Lois en algún otro título DC donde ella aparecía. Catwoman hizo su primer aparición en la edad de plata en Superman's Girl Friend, Lois Lane 70 (noviembre de 1966) en una historia dibujada por Schaffenberger. En el número 80 (enero de 1968) Schaffenberger actualizó al personaje dándole una apariencia más moderna Fue esencialmente despedido de DC en 1970 por ayudar a organizar junto a otros artistas una protesta por las malas condiciones de trabajo. Así pasó a trabajar de forma independiente brevemente, haciendo arte para Marvel, pero en 1972 regresó a DC Comics.
Cuando en la década de 1970 DC Comics adquirió los derechos de los personajes de la familia Marvel, Schaffenberger fue uno de los artistas clave para el resurgir de esos personajes. A fines de esa década se lo vio contribuir en otros títulos además de los de la familia Superman, trabajando por ejemplo en títulos como Wonder Woman y Super Friends.
En 1980 Schaffenberger estaba nuevamente al frente de un título de la familia Superman: The New Adventures of Superboy, el último título para el Superboy original. En parte metafóricamente, el Universo DC sin Superboy y Supergirl que siguió al evento Crisis en Tierras infinitas prácticamente no contó con Schaffenberger, que salvo algunos trabajos esporádicos, prácticamente se retiró de las historietas luego de entintar el último relato pre-Crisis de Superman, "Whatever Happened to the Man of Tomorrow?"

## Vida personal
Mientras trabajaba en el estudio de Jack Binder, Schaffenberger conoció a Vince Lombardi, en ese entonces entrenador de fútbol americano para colegios secundarios que llegaría a ser considerado uno de los mejores entrenadores de ese deporte. Este le ofreció ocupar el departamento que alquilaba y dejaba vacante, cosa que aceptó, y gracias a eso conoció a su futura esposa ya que los presentó la casera del edificio. Schaffenberger y Dorothy Bates Watson, se casaron en la ciudad de Englewood, New Jersey, el 30 de marzo de 1946. Tuvieron dos hijos: Susan (nacida en 1947) y Karl (1950). La familia vivió más de cuatro décadas en la misma casa en River Edge, New Jersey, antes de mudarse.

## Premios
El trabajo de Schaffenberger ganó en 1984 el premio dedicado a "Revistas de Historietas" de la organización National Cartoonists Society. Schaffenberger fue invitado especial en la San Diego Comic Con de 1996 donde recibió el Premio Inkpot de dicha convención.

### Apple Press
- Mr. Fixitt 2 (1990)

### Claypool Comics
- Phantom of Fear City 4 al 7, 9 al 11 (1993 a 1995)

### DC Comics
- Action Comics 274, 359, 361 al 372, 374 al 376, 437, 442, 445, 460, 464, 474 al 476, 486, 501, 556, 558, 559, 561, 562, 565, 567, 570, 573 al 576, 578, 580 al 583, 600, 637 al 640 (1961 a 1989)
- Adventure Comics 382 al 389, 391 al 396 (1969 a 1970)
- Amethyst, Princess of Gemworld vol. 2 4 (1985)
- Blue Devil 30 (1986)
- DC Comics Presents 32, 50, 59, 93, 96 (1981 a 1986)
- DC Special Series 11 (The Flash) (1978)
- Detective Comics 456, 457 (Elongated Man), 483 al 488 (Robin) (1976 a 1980)
- The Flash 264 (1978)
- Green Lantern Annual 3 (1987)
- Hero Hotline 1 al 6 (1989)
- History of the DC Universe hardcover (una página) (1988)
- Legion of Super-Heroes vol. 2 305 (1983)
- Legion of Super-Heroes vol. 3 45 (1988)
- M.A.S.K. vol. 2 1 al 9 (1987)
- The New Adventures of Superboy 1 al 54 (1980 a 1984)
- Outsiders 20 (1987)
- Shazam 11, 14 al 20, 25 al 31, 35 (1974 a 1978)
- Super Friends 14, 18, 20, 29, 32 (1978 a 1980)
- Superman 121, 124 al 126, 128, 131, 142, 150, 282, 288, 327 al 329, 362, 365, 366, 370, 374, 405, 409 (1958 a 1985)
- The Superman Family 164, 167, 170, 172 al 180, 182 al 185, 188 al 193, 195 al 202, 204 al 212, 216 al 220, 222 (1974 a 1982)
- Superman's Girl Friend, Lois Lane 1 al 28, 30 al 81 (1958 a 1968)
- Superman's Pal Jimmy Olsen 56, 66, 81, 89, 154 al 163 (1961 a 1974)
- Superman:The Secret Years 1 al 4 (1985)
- Who's Who in the Legion of Super-Heroes 7 (1988)
- Who's Who: The Definitive Directory of the DC Universe 4, 11, 14, 15, 19 al 21, 26 (1985 a 1987)
- Who's Who: Update '87 5 (1987)
- Wonder Woman 218 (1975)
- World of Smallville 1 al 4 (1988)
- World's Finest Comics 246 al 249, 253 al 250 (1977 a 1979)
- Young Love 101, 124 (1972 a 1977)

### Fawcett Comics
- Captain Marvel Adventures 91, 109, 142, 145, 147 (1948 a 1953)
- Captain Marvel Jr. 41, 45, 47, 55, 57 al 62, 88, 90, 94 (1946 a 1951)
- Ibis the Invincible 5 (1946)
- Marvel Family 53, 89 (1950 a 1954)
- Whiz Comics 88, 89, 91, 95 (1947 a 1948)

### HM Communications, Inc.
- Heavy Metal v6 número 9 (1982)

### Marvel Comics
- Adventure into Mystery 1 (1956)
- Astonishing 49, 51 (1956)
- Journey into Unknown Worlds 46, 49 (1956)
- Mystery Tales 41 (1956)
- Mystical Tales 2 (1956)
- Our Love Story 19 (1972)
- Strange Tales 39 (1955)
- World of Fantasy 2, 15 (1956 a 1958)

### 3-D Zone
- Daughters of Time 3-D 1 (1991)

## Lecturas recomendadas
- Interview, Comic Book Marketplace 59 (mayo de 1998) páginas 18 a 33. Gemstone Publishing.